# Mesoconius
Mesoconius (лат.) — род двукрылых из семейства ходуленожек (Micropezidae).

## Описание
Сравнительно крупные мухи, длиной 1—2 см (длина тела от 11 до 21 мм). Ноги длинные, брюшко стебельчатое. Мухи с признаками семейства Micropezidae, характеризующиеся отсутствием генитальной вилки, который является отличительной чертой 5-го стернита у всех самцов Taeniapterinae. Приблизительно у половины видов в роде также есть сильно вздутый, острый у вершины или подобный соску кататергит. Виды Mesoconius у которых такой своеобразный кататергит отсутствует ранее выделяли в отдельный род Zelatractodes Enderlein, 1922, парафилетическая группа, синонимизированная с Mesoconius в 2015 году.
Многие виды Mesoconius очень точно мимикрируют под симпатрические виды ихневмоноидных наездников, часто со сложными и яркими цветами, почти точно совпадающими с предполагаемыми моделями. Эта очевидная мимика распространяется на структурные признаки, такие как стебелёк брюшка, передние ноги, похожие на антенны, и даже заметный кататергит, который близко соответствует подобной структуре у симпатрических ихневмонид.

## Классификация
Около 60 видов. Род и несколько его видов были впервые описаны в 1922 году немецким энтомологом Гюнтер Эндерляйн (1872—1968). Ближайшие родственники Mesoconius, вероятно, находятся в большой парафилетической группе, в настоящее время рассматриваемой как Calosphen Hennig, 1935, но общая классификация подсемейства Taenipterinae Cresson, 1930 в настоящее время нестабильна, и подавляющее большинство родственных видов остаются неописанными. Mesoconius является одним из немногих легко диагностируемых и адекватно определяемых родов в подсемействе.
- Mesoconius acca Marshall, 2019
- Mesoconius afurcatus (Hennig, 1935)
- Mesoconius albimanus Enderlein, 1922
- Mesoconius albipedis Marshall, 2019
- Mesoconius albiseta Marshall, 2019
- Mesoconius albitergum Marshall, 2019
- Mesoconius anchitarsus Marshall, 2019
- Mesoconius apa Marshall, 2019
- Mesoconius apicalis Marshall, 2019
- Mesoconius aurantium Marshall, 2019
- Mesoconius auristrigatus Enderlein, 1922
- Mesoconius bipleuron Marshall, 2019
- Mesoconius cosanga Marshall, 2019
- Mesoconius cyclops (Hennig)
- Mesoconius epandribarba Marshall, 2019
- Mesoconius eques (Schiner, 1868)
- Mesoconius filipes (Enderlein, 1922)
  - = Zelatractodes filipes Enderlein, 1922)
  - = Aristobata melini Frey, 1927
- Mesoconius flavipes Enderlein, 1922
- Mesoconius fulvus Enderlein, 1922
- Mesoconius garleppi Enderlein, 1922
- Mesoconius garyi Marshall, 2019
- Mesoconius gelbifacies Marshall, 2019
- Mesoconius hirsutimamma Marshall, 2019
- Mesoconius hoffmannsi (Enderlein, 1922)
- Mesoconius infestus Enderlein, 1922 typus
- Mesoconius keili Marshall, 2019
- Mesoconius lobopoda Marshall, 2019
- Mesoconius oblitus (Hennig, 1935)
- Mesoconius obtusiconus Enderlein, 1922
- Mesoconius ottoi Marshall
- Mesoconius nigra Marshall, 2019
- Mesoconius nigricephala Marshall, 2019
- Mesoconius nigripleuron Marshall, 2019
- Mesoconius nono Marshall, 2019
- Mesoconius notacca Marshall, 2019
- Mesoconius noteques Marshall, 2019
- Mesoconius pasachoa Marshall, 2019
- Mesoconius quadritheca Marshall, 2019
- Mesoconius reinai Marshall, 2019
- Mesoconius rex Marshall, 2019
- Mesoconius ruficrus Marshall, 2019
- Mesoconius rufipleuron Marshall, 2019
- Mesoconius rufithorax Enderlein, 1922
- Mesoconius rufiventris (Enderlein, 1922)
- Mesoconius scurrus (Hennig, 1935)
- Mesoconius suzukii Marshall, 2019
- Mesoconius triunfo Marshall, 2019
- Mesoconius uchumachi Marshall, 2019
- Mesoconius ujhelyianus Enderlein, 1922
- Mesoconius versicolorus (Enderlein, 1922)
- Mesoconius woytkowskii Marshall, 2019
- Mesoconius zorro Marshall, 2019

## Распространение
Виды встречаются в Неотропике, в Северной, Центральной и Южной Америке. Большинство видов Mesoconius встречается в южной части Андской Америки, от Боливии до Венесуэлы, где они характерны для высокогорных облачных лесов и эльфийских лесов из миниатюрных деревьев и кустарников. Относительно немного видов было собрано ниже 1000 м, а несколько видов Анд известны только с высоты 2500-3000 м.
Почти все виды Mesoconius характерны для высотных неотропических лесов и некоторые из них имеют сильно ограниченные ареалы, которые отражают фрагментированную природу неотропических мест обитания. Большинство видов Mesoconius редки в коллекциях, и многие в настоящее время известны только по
одному или нескольким экземплярам, хотя некоторые из них, встречаются в изобилии. Никакие виды Mesoconius не известны одновременно и из Южной и из Центральной Америки; однако, две четко определенные группы видов (M. infestus и M. eques groups), обитающие в южноамериканской фауне встречаются также и в Центральной Америке. Мексиканские виды и большинство Центрально-американских видов относится к группе M. infestus.